# Charles Galton Darwin
Charles Galton Darwin (Cambridge, 19. prosinca 1887. – Cambridge, 31. prosinca 1962.), engleski fizičar. On je sin britanskog astronoma Georgea Howarda Darwina i unuk engleskog prirodoslovca Charlesa Roberta Darwina. Od 1924. do 1936. godine, radi kao profesor u Edingburghu. Godine 1922. postaje član Kraljevskog društva.
Proučavao je strukturu vodikova spektra i difrakciju X-zraka. Zajedno s Ralphom Howardom Fowlerom istraživao je statičku mehaniku. Zanimao se i za društvene pojave te je istraživao odnos između društva i znanosti, poput problema populacije i sl.